# KV12
KV12 (Kings' Valley 12) è la sigla che identifica una delle tombe della Valle dei Re in Egitto. Titolare sconosciuto.

## Storia
Mappata e rilevata da Richard Pococke nel 1737-1738, fu nuovamente soggetta a mappatura e rilevamento nel 1817 a cura di Giovanni Battista Belzoni. Nel 1825 fu scavata da James Burton che vi rinvenne io resti di una mummia e un graffito. Nel 1908 Ernest Harold Jones rinvenne, nei pressi dell’ingresso, ushabty di Ramses VI; nel 1994 la KV12 fu oggetto di rilevazione fotografica a cura di Otto John Schaden   ed Edwin C. Brock.

## Architettura
L’assenza di rilievi o pitture parietali, lo svuotamento dovuto verosimilmente a reiterati saccheggi, non hanno consentito di avere elementi sull’identità dell’/degli occupante/i; la struttura architettonica è comunque tipica della XVIII dinastia anche se il sepolcro venne molto verosimilmente impiegato durante la XIX e XX dinastia per sepolture multiple, forse di membri della famiglia reale.
Lo sviluppo planimetrico ricorda quello delle tombe KV27 e KV30, nonché, in scala molto ridotta, quello della  KV5. 
La camera funeraria venne accidentalmente aperta dagli operai che lavorarono alla realizzazione della successiva (in termini di scavo) KV9 di Ramses VI. Uno dei furti  nella KV9 venne verosimilmente perpetrato entrando proprio dalla KV12, il che giustificherebbe il ritrovamento, da parte di Ernest Harold Jones, di ushabti di Ramses VI nei pressi dell’ingresso di quest’ultima.
Singolare è lo sviluppo giacché l’ingresso, caso unico nella Valle, si apre immediatamente in una sala con pilastro centrale e camere laterali, non ultimate. Si ritiene che questa parte fosse stata realizzata durante la XVIII dinastia e lasciata incompiuta e che solo successivamente si procedette al suo ampliamento.
Due corridoi in pendenza, messi in comunicazione tra loro da una scala, danno accesso a una camera su cui si aprono locali laterali planimetricamente asimmetrici; si ritiene che tale asimmetricità sia stata dovuta alla presenza di roccia particolarmente dura in luogo dell’usuale calcare della Valle.

### Annotazioni
1. ↑  Le tombe vennero classificate nel 1827, dalla numero 1 alla 22, da John Gardner Wilkinson in ordine geografico. Dalla numero 23 la numerazione segue l’ordine di scoperta.
2. ↑  Otto John Schaden (1937- novembre 2015), direttore del Amenmesse Tomb Project dell’Università di Memphis.
3. ↑  Edwin Brock (1946-2015), egittologo statunitense collegato al Theban Mapping Project.

### Fonti
1. 1 2 3  Theban Mapping Project
2. ↑  Nicholas Reeves e Richard Wilkinson, The complete valley of the Kings, New York, Thames & Hudson, 2000, p. 109.
3. ↑  Reeves e Wilkinson (2000), p. 109.